# گل خیل
گل خیل، روستایی است از توابع بخش مرکزی شهرستان نکا در استان مازندران ایران.

## جمعیت
این روستا در دهستان مهروان قرار دارد و براساس سرشماری مرکز آمار ایران در سال ۱۳۸۵، جمعیت آن ۷۵۵ نفر (۱۸۵خانوار) بوده‌است. مردم گل خیل از قومیت طبری هستند. مردم گل خیل به زبان طبری (مازندرانی) سخن می‌گویند.